# JoAnn Falletta
JoAnn Falletta, född 27 februari 1954 i Queens i New York, är en amerikansk dirigent.
Falletta utbildade sig först till klassisk gitarrist vid Mannes College of Music och därefter till orkesterdirigent vid Juilliard School of Drama, Dance & Music i New York.
1991 blev hon chefsdirigent för Virginia Symphony Orchestra och 1998 för Buffalo Philharmonic Orchestra där hon fortfarande arbetar som dirigent och konstnärlig ledare.
Med Buffalo Philharmonic Orchestra har hon gjort ett flertal inspelningar för skivbolaget Naxos som har nominerats till och vunnit Grammy Awards. Falletta har även tilldelats prestigefyllda priser som dirigent, bland annat the Stokowski Competition, the Toscanini Award och Bruno Walter Award.
I den svenska dokumentärfilmen Dirigenterna från 1987 framför JoAnn Falletta och Queens Philharmonic Orchestra Stravinskijs Våroffer.